# Une vie à coucher dehors
 (février 2024).
Si vous disposez d'ouvrages ou d'articles de référence ou si vous connaissez des sites web de qualité traitant du thème abordé ici, merci de compléter l'article en donnant les références utiles à sa vérifiabilité et en les liant à la section « Notes et références ».
Une vie à coucher dehors est un recueil de 15 nouvelles, écrit par l'écrivain et aventurier Sylvain Tesson. Paru le 12 mars 2009 aux éditions Gallimard, le recueil a été récompensé de plusieurs prix littéraires.

## Résumé
L'ouvrage est un recueil de quinze nouvelles qui n'ont aucun lien entre- elles : les lieux et les personnages sont à chaque fois différents. Les histoires se déroulent en Russie, en Grèce, en France, ... et à différentes époques.
Divers sujets sont abordés : écologie, amour, économie, passion, bien-être animal , etc.. La chute de chaque nouvelle est une morale.
Les quinze nouvelles qui composent le recueil sont :
- L'Asphalte ;
- Les Porcs ;
- La Statuette ;
- Le bug ;
- Le Lac ;
- La Fille ;
- Le Naufrage ;
- La Chance ;
- Le Glen ;
- La Particule ;
- L'Île ;
- Le Sapin ;
- Le Courrier ;
- La Crique ;
- Le Phare.

## Récompenses
En 2009, le recueil est récompensé par le prix de la Nouvelle de l'Académie française et le prix Goncourt de la nouvelle.